# Episodi di Huge - Amici extralarge
La prima ed unica stagione della serie televisiva Huge - Amici extralarge è stata trasmessa negli Stati Uniti dal 28 giugno al 30 agosto 2010 su ABC Family.
In Italia la serie è andata in onda dal 24 marzo 2011 su Fox.
| nº | Titolo originale         | Titolo italiano                | Prima TV USA   | Prima TV Italia |
| -- | ------------------------ | ------------------------------ | -------------- | --------------- |
| 1  | Hello, I Must Be Going   | Arrivo a Camp Victory          | 28 giugno 2010 | 24 marzo 2011   |
| 2  | Letters Home             | Lettere a casa                 | 5 luglio 2010  | 24 marzo 2011   |
| 3  | Live Action Role Play    | Giochi di ruolo                | 12 luglio 2010 | 31 marzo 2011   |
| 4  | Talent Night             | Talenti nascosti               | 19 luglio 2010 | 31 marzo 2011   |
| 5  | Movie Night              | Amore e altri fantasmi         | 26 luglio 2010 | 7 aprile 2011   |
| 6  | Spirit Quest             | Viaggio spirituale             | 2 agosto 2010  | 7 aprile 2011   |
| 7  | Poker Face               | L'incubo della bilancia        | 9 agosto 2010  | 14 aprile 2011  |
| 8  | Birthdays                | Compleanni                     | 16 agosto 2010 | 14 aprile 2011  |
| 9  | Parents Weekend (Part 1) | Visita dei genitori (1ª parte) | 23 agosto 2010 | 20 aprile 2011  |
| 10 | Parents Weekend (Part 2) | Visita dei genitori (2ª parte) | 30 agosto 2010 | 20 aprile 2011  |

## Arrivo a Camp Victory
- Titolo originale: Hello, I Must Be Going
- Diretto da: Allison Liddi-Brown
- Scritto da: Savannah Dooley, Winnie Holzman

### Trama
Willamina inizia con riluttanza il suo viaggio al campo estivo per dimagrire, dove conosce una ragazza di colore con il suo stesso problema.

## Lettere a casa
- Titolo originale: Letters Home
- Diretto da: Ron Lagomarsino
- Scritto da: Gayle Abrams

## Giochi di ruolo
- Titolo originale: Live Action Role Play
- Diretto da: Michael Grossman
- Scritto da: Savannah Dooley, Winnie Holzman

## Talenti nascosti
- Titolo originale: Talent Night
- Diretto da: Eric Stoltz
- Scritto da: Winnie Holzman

## Amore e altri fantasmi
- Titolo originale: Movie Night
- Diretto da: Elodie Keene
- Scritto da: Andy Reaser

## Viaggio spirituale
- Titolo originale: Spirit Quest
- Diretto da: Patrick Norris
- Scritto da: Jan Oxenberg

## L'incubo della bilancia
- Titolo originale: Poker Face
- Diretto da: Wendey Stanzler
- Scritto da: Robert L. Freedman

## Compleanni
- Titolo originale: Birthdays
- Diretto da: Elodie Keene
- Scritto da: Lucy Boyle

## Visita dei genitori (1ª parte)
- Titolo originale: Parents Weekend (Part 1)
- Diretto da: Dan Lerner
- Scritto da: Gayle Abrams

## Visita dei genitori (2ª parte)
- Titolo originale: Parents Weekend (Part 2)
- Diretto da: Elodie Keene
- Scritto da: Savannah Dooley